# Gulstrupad sköldödla
Gulstrupad sköldödla (Gerrhosaurus flavigularis) är en ödleart som beskrevs av Wiegmann 1828. Gulstrupad sköldödla ingår i släktet Gerrhosaurus, och familjen sköldödlor. Inga underarter finns listade.
Gulstrupad sköldödla förekommer i östra Afrika, från östra Sudan, Etiopien och Somalia och söderut genom Kenya och Tanzania till norra Zambia, Malawi, Moçambique, Zimbabwe, Botswana och Sydafrika.